# Хадарцев, Кантемир Угалукович
Кантемир Угалукович Хадарцев (12 марта 1930, Ногкау, Алагирский район — 19 июля 1998, Владикавказ) — бригадир забойщиков Садонского рудоуправления Северо-Осетинского совнархоза, партийный деятель, Герой Социалистического Труда (1960).
Родился в 1930 году в крестьянской семье в селе Ногкау. После окончания школы в родном селе служил в Советской Армии в пограничных войсках Военно-Морского флота на Дальнем Востоке. Возвратившись из армии в Северную Осетию, работал забойщиком Садонского рудоуправления (позднее — Садонский свинцово-цинковый комбинат (ССЦК)). Проработал на этом предприятии более 25 лет, пройдя трудовой путь от забойщика до начальника участка.
На этом же предприятии трудился Темболат Кайтуков, удостоенный звания Героя Социалистического Труда в мае 1966 года.
За выдающиеся трудовые достижения указом Президиума Верховного Совета СССР от 28 мая 1960 года удостоен звания Героя Социалистического Труда с вручением ордена Ленина и золотой медали «Серп и Молот».
В 1982 году вышел на пенсию. Скончался в 1998 году.